# David Berton
David Berton (* 28. Juli 1991 in Hamburg) ist ein französischer Schauspieler, der in Deutschland lebt. Außerdem ist Berton einer von drei Sängern der Hamburger Band kollektiv22.

## Leben
Berton spricht Deutsch und Französisch als Muttersprachen. Schon mit neun Jahren stand er in einem Werbespot für Ravensburger Spiele vor der Kamera. Von 2002 bis 2004 nahm er an Theateraufführungen mit dem Hamburger Tanz- und Theaterverein Dance and More teil, 2004 spielte er zudem eine Nebenrolle in Warten auf Godot am Deutschen Schauspielhaus. Seine erste Rolle in einem Kinofilm hatte er im Jahr 2008; er spielte an der Seite von Linn Reusse die Rolle des Duro in Die Rote Zora. In Freche Mädchen (2008) hatte er die Nebenrolle des Gerard. Im Fernseh-Zweiteiler Prinz und Bottel (2010) spielte er den Ramon.
David Berton ist außerdem als Hörspielsprecher aktiv. 2021 und 2022 spielte er in zwei Folgen der Reihe John Sinclair Classics von Lübbe Audio mit. Außerdem gehört er seit 2023 zum Schauspielerensemble des Labels Titania Medien und hatte Hauptrollen in mehreren Hörspielen der Reihen Sherlock Holmes und Gruselkabinett.

## Filmografie
Kino
- 2008: Freche Mädchen
- 2008: Die Rote Zora
- 2015: Als wir träumten
- 2015: Boy 7
- 2017: Simpel

Fernsehen
- 2006:  Denk ich an Deutschland in der Nacht … Das Leben des Heinrich Heine
- 2009: Auftrag Schutzengel
- 2008: Unter anderen Umständen – Böse Mädchen
- 2007: Krimi.de – Die Gang
- 2008: Die Pfefferkörner – Schlankheitspillen
- 2010: Prinz und Bottel
- 2011: Alle Zeit der Welt
- 2012: Schneeweißchen und Rosenrot
- 2013: Tatort – Feuerteufel
- 2016: Der letzte Cowboy
- 2018: Beck is back!
- 2021: Das Weiße Haus am Rhein

## Hörspiele
- 2021: John Sinclair Classics Folge 44 – Die Spinnen-Königin (Lübbe Audio). Rolle: Ellison
- 2022: John Sinclair Classics Folge 45 – Das Todes-Karussell (Lübbe Audio). Rolle: Marco
- 2023: Sherlock Holmes – Die geheimen Fälle des Meisterdetektivs Folge 59 – Gottes Mühlen (Titania Medien). Rolle: George Denne
- 2023: Gruselkabinett Folge 186 – Der Ghoul (Titania Medien). Rolle: Bernardo
- 2023: Gruselkabinett Folge 187 – Die Weiden (Titania Medien). Rolle: Björn
- 2024: Sherlock Holmes – Die geheimen Fälle des Meisterdetektivs Folge 64 – Der verschwundene Grafensohn (Titania Medien). Rolle: Karl Viktor
- 2024: Sherlock Holmes – Die geheimen Fälle des Meisterdetektivs Folge 65 – Der Fall Harry Houdini (Titania Medien). Rolle: Bloudini

## Diskografie
- 2004: Kinderlieder-CD mit Steffen Janetzko